# Oxyopes saradae
Oxyopes saradae är en spindelart som beskrevs av Biswas och Roger Roy 2005. Oxyopes saradae ingår i släktet Oxyopes och familjen lospindlar. Inga underarter finns listade i Catalogue of Life.